# مأمون بوهدود
مأمون بوهدود، (ولد في 3 ماي 1983 في أكادير)، هو مهندس وسياسي مغربي. تخرج من المدرسة المتعددة التكنولوجية في فرنسا ومدرسة المناجم في باريس.

## تعليمه
بعد شهادة البكالوريا العلمية في أكادير بالمغرب، يدخل مأمون بوهدود دروسا تحضيرية علمية في ثانوية هنري الرابع في باريس. وفي عام 2004، التحق المدرسة المتعددة التكنولوجية في باريس والمركز الوطني للمناجم في باريس عام 2007. وكجزء من تدريبه في كلية البوليتكنيك، عمل في الخدمة المدنية في المعهد الوطني للرياضة والخبرة والأداء في باريس.

## عمله
بدأ مسيرته المهنية لفترة وجيزة كمهندس مالي في شركة سوسيتيه جنرال في باريس. وفي عام 2008، قام بنك الاستثمار الأمريكي مورغان ستانلي بتوضيفه في قسم الدخل الثابت في لندن، حيث بقي حتى عام 2012.
في 10 أكتوبر 2013، عينه جلالة الملك محمد السادس مندوبا وزاريا لوزارة الصناعة والتجارة والاستثمار والاقتصاد الرقمي للشركات الصغيرة وإدماج القطاع الغير الرسمي. وبما أن عمره كان 30 عاما، أصبح أصغر وزير في الحكومة المغربية.
في عام 2015، أصدر مأمون بوهدود قانونا بشأن وضع المقاول الذاتي. الذي يهدف إلى تبسيط العمل الحر وتكييفه مع المهن الرقمية الجديدة. وقد حقق بعض النجاح في السنة الأولى من التنفيذ.